# 風の絵師
『風の絵師』（かぜのえし、英: Painter of the Wind, 韓：바람의 화원）は、2008年に韓国のSBSで制作・放送された時代劇ドラマである。日本では、KNTVやBS日テレで2009年から放送された。全20話。

## 概要
『風の絵師』は（李氏）朝鮮時代の韓国画を素材にしたフィクション推理史劇で、18世紀に実在した2人の天才画家の金弘道（キム・ホンド）と申潤福（シン・ユンボク）の愛とその運命を描く歴史ドラマである。
最も有名な絵師として現代に多くの韓国画を残した実在の天才画家キム・ホンド。そして同じ時代を生きたもう一人の天才画家シン・ユンボク。キム・ホンドとは逆になぜかシン・ユンボクについての資料はまったく無く、現代にはその名画を残すのみ。ドラマではその謎に包まれた天才画家シン・ユンボクを女性として設定し、男装した姿で登場させる。名前もユンボクは男装時のもので、女性時の名前（つまり本名）はユン。ハイビジョンの映像美とともにミステリアスなロマンスを展開。朝鮮時代に生きた二人の天才画家の生涯と、絵に秘められた愛とその運命を描く。

## 出演
- キム・ホンド（金弘道） - パク・シニャン
- シン・ユンボク（申潤福） - ムン・グニョン
- 正祖（チョンジョ） - ペ・スビン
- キム・ジョニョン - リュ・スンリョン
- チョンヒャン - ムン・チェウォン

都で一番の娼生。伽耶琴の名手。自分を一人の人として真摯に向き合ってくれるユンボクにひかれていく。
- チャン・ビョクス（図画署の別提） - キム・ウンス

五竹会の一人。10年前、図画署別提の座を得るために、陰謀に加担する。
- イ・インムン（ホンドの友人） - パク・ヒョックォン
- シン・ハンピョン（ユンボクの育ての父） - アン・ソックァン

家門繁栄のために、画才のあるユンボクを利用しようと養女にし、男として育てる。
- シン・ヨンボク（ユンボクの義理の兄） - イ・イン

ユンボクへの恋慕を抑えながら、温かく見守る。
- ホン・グギョン（洪国栄） - チョン・インギ
- 貞純（チョンスン）王后(太妃） - イム・ジウン
- キム・ギジュ（金亀柱）（貞純王后の兄） - チェ・ジョンウ
- イ・ミョンギ - イム・ホ

キム・ホンドと双璧をなす画才の持ち主。裕福な両班の出身でかつてのホンドの親友。意見の違いからホンドと袂を分かつ。

## スタッフ
- 原作：イ・ジョンミョン
- 演出：チャン・テユ、チン・ヒョク
- 脚本：イ・ウニョン

## 主題歌
- チョ・ソンモ 「風の歌」

## 韓国での放送

### 視聴率
| 話数       | 放送日         | 視聴率 |
| ---------- | -------------- | ------ |
| 第1話      | 2008年9月24日  | 11.6%  |
| 第2話      | 2008年9月25日  | 12.6%  |
| 第3話      | 2008年10月1日  | 10.7%  |
| 第4話      | 2008年10月2日  | 11.7%  |
| 第5話      | 2008年10月8日  | 12.7%  |
| 第6話      | 2008年10月9日  | 12.1%  |
| 第7話      | 2008年10月22日 | 12.6%  |
| 第8話      | 2008年10月23日 | 16.1%  |
| 第9話      | 2008年10月29日 | 15.1%  |
| 第10話     | 2008年10月30日 | 15.0%  |
| 第11話     | 2008年11月5日  | 12.5%  |
| 第12話     | 2008年11月6日  | 15.0%  |
| 第13話     | 2008年11月12日 | 11.9%  |
| 第14話     | 2008年11月13日 | 14.4%  |
| 第15話     | 2008年11月19日 | 12.9%  |
| 第16話     | 2008年11月20日 | 13.0%  |
| 第17話     | 2008年11月26日 | 13.7%  |
| 第18話     | 2008年11月27日 | 13.4%  |
| 第19話     | 2008年12月3日  | 12.7%  |
| 第20話     | 2008年12月4日  | 14.7%  |
| 平均視聴率 | 平均視聴率     | 12.5%  |

## 韓国外での放送

### 日本
KNTVで、2009年1月3日から3月8日まで放送された。BS日テレで、2009年10月9日から11月5日まで放送された。

## 受賞
- SBS演技大賞
  - 2008年 SBS演技大賞 - ムン・グニョン
  - 2008年 ベストカップル賞 - ムン・チェウォン及びムン・グニョン
- 百想芸術大賞
  - 2009年 第45回 テレビ部門 最優秀演技賞 - ムン・グニョン

## DVD
日本でのドラマ放映権とDVD版権はエイベックス・エンタテインメントが約2億で契約している。
DVD-BOX I
- 2009年6月26日（金）発売　
- 品番：AVBF-29240〜4

DVD-BOX II
- 2009年7月24日（金）発売
- 品番：AVBF-29245〜50